# Alexander Milošević
Goran Alexander Sjöström Milošević (Sundbyberg, 30 de enero de 1992) es un futbolista sueco que juega de defensa y se encuentra sin equipo tras abandonar el Portsmouth F. C.

## Clubes
| Club                     | País       | Año       |
| ------------------------ | ---------- | --------- |
| Vasalunds IF             | Suecia     | 2009-2011 |
| AIK Solna                | Suecia     | 2011-2015 |
| Beşiktaş J. K.           | Turquía    | 2015-2017 |
| Hannover 96 (cedido)     | Alemania   | 2016      |
| SV Darmstadt 98 (cedido) | Alemania   | 2016-2017 |
| Rizespor (cedido)        | Turquía    | 2017      |
| AIK Solna                | Suecia     | 2018-2019 |
| Nottingham Forest F. C.  | Inglaterra | 2019      |
| Vejle Boldklub           | Dinamarca  | 2020      |
| AIK Solna                | Suecia     | 2021-2024 |
| Portsmouth F. C.         | Inglaterra | 2025      |

## Palmarés

### Títulos nacionales
| Título      | Club      | País   | Año  |
| ----------- | --------- | ------ | ---- |
| Allsvenskan | AIK Solna | Suecia | 2018 |

### Títulos internacionales
| Título          | Club (*)      | País            | Año  |
| --------------- | ------------- | --------------- | ---- |
| Eurocopa sub-21 | Suecia sub-21 | República Checa | 2015 |

(*) Incluyendo la selección.